# توبان، بوتسوانا
توبان (به انگلیسی: Tobane) شهری در ناحیهٔ مرکزی کشور بوتسوانا است که در سال ۲۰۰۰ میلادی ۳٬۷۱۸ نفر جمعیت داشته که از این تعداد، ۱٬۹۰۹ نفر مرد و ۱٬۸۰۹ نفر زن بوده‌اند.